# せたな町

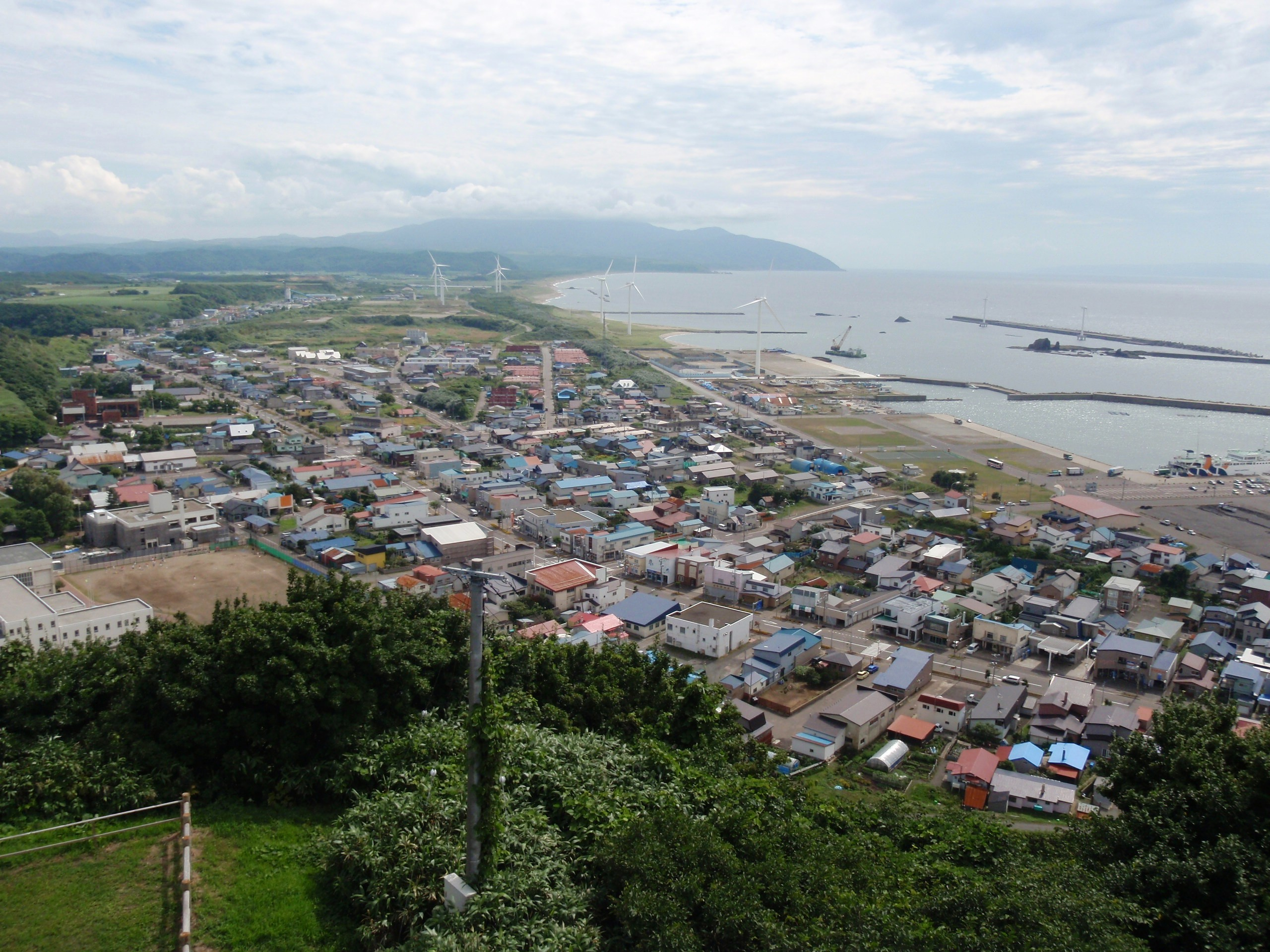
瀬棚市街地

せたな町（せたなちょう）は、北海道檜山振興局にある町。久遠郡に属する。

## 地理
檜山振興局北部にあり、北部は後志総合振興局との境にある狩場山を中心とした山岳地帯で、これが日本海に落ち込むところに茂津多岬がある。また南東部も遊楽部岳を中心とした山岳地帯である。西側は日本海に面した急峻な海岸が続き、狩場茂津多道立自然公園に指定されている。海岸線沿いに国道229号が通る。
なお、発足翌月の2005年（平成17年）10月1日に南部で隣接する熊石町が八雲町（旧）との合併により檜山支庁の管轄を離れ、渡島支庁（→渡島総合振興局）管轄の八雲町（新）となったことにより、檜山振興局（←檜山支庁）としては、今金町と併せて全域が飛び地となっている。

### 地形

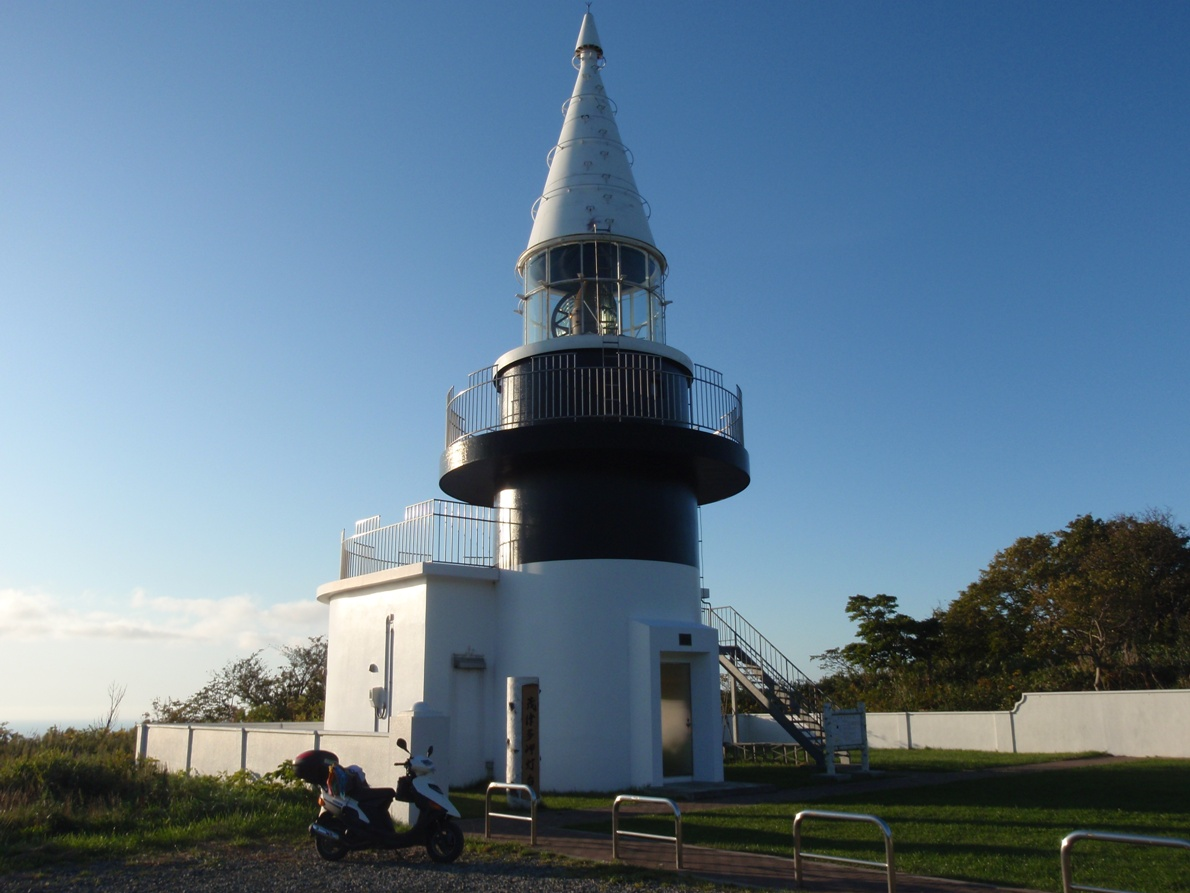
茂津多岬

#### 山地
主な山
- 狩場山（1520m）
- 遊楽部岳（1277m）
- 白水岳（1136m）
- 毛無山（816m）

#### 河川
主な川
- 後志利別川

#### 湖沼
主な湖
- 真駒内ダム

#### 海岸
主な岬
- 茂津多岬
- 黒羽尻岬
- ツラツラ岬
- 長磯岬
- 尾花岬（離島を除く北海道最西端）

### 気候
ケッペンの気候区分では西岸海洋性気候に属する。日本海側に位置し、冬季は雪や雨が多く日照時間が少ない。日本海側の都市の中では冬の降水量は比較的少なく雪は少ない。夏から秋にかけても雨が多くなる。
| せたな（旧名：瀬棚）（1991年 - 2020年）の気候 | せたな（旧名：瀬棚）（1991年 - 2020年）の気候 | せたな（旧名：瀬棚）（1991年 - 2020年）の気候 | せたな（旧名：瀬棚）（1991年 - 2020年）の気候 | せたな（旧名：瀬棚）（1991年 - 2020年）の気候 | せたな（旧名：瀬棚）（1991年 - 2020年）の気候 | せたな（旧名：瀬棚）（1991年 - 2020年）の気候 | せたな（旧名：瀬棚）（1991年 - 2020年）の気候 | せたな（旧名：瀬棚）（1991年 - 2020年）の気候 | せたな（旧名：瀬棚）（1991年 - 2020年）の気候 | せたな（旧名：瀬棚）（1991年 - 2020年）の気候 | せたな（旧名：瀬棚）（1991年 - 2020年）の気候 | せたな（旧名：瀬棚）（1991年 - 2020年）の気候 | せたな（旧名：瀬棚）（1991年 - 2020年）の気候 |
| 月                                            | 1月                                           | 2月                                           | 3月                                           | 4月                                           | 5月                                           | 6月                                           | 7月                                           | 8月                                           | 9月                                           | 10月                                          | 11月                                          | 12月                                          | 年                                            |
| --------------------------------------------- | --------------------------------------------- | --------------------------------------------- | --------------------------------------------- | --------------------------------------------- | --------------------------------------------- | --------------------------------------------- | --------------------------------------------- | --------------------------------------------- | --------------------------------------------- | --------------------------------------------- | --------------------------------------------- | --------------------------------------------- | --------------------------------------------- |
| 最高気温記録 °C （°F）                        | 10.1 (50.2)                                   | 14.6 (58.3)                                   | 16.0 (60.8)                                   | 23.5 (74.3)                                   | 27.1 (80.8)                                   | 31.7 (89.1)                                   | 31.6 (88.9)                                   | 32.8 (91)                                     | 31.8 (89.2)                                   | 25.1 (77.2)                                   | 20.2 (68.4)                                   | 14.0 (57.2)                                   | 32.8 (91)                                     |
| 平均最高気温 °C （°F）                        | 0.6 (33.1)                                    | 1.2 (34.2)                                    | 4.8 (40.6)                                    | 10.4 (50.7)                                   | 15.1 (59.2)                                   | 19.0 (66.2)                                   | 23.0 (73.4)                                   | 25.1 (77.2)                                   | 22.4 (72.3)                                   | 16.4 (61.5)                                   | 9.5 (49.1)                                    | 3.0 (37.4)                                    | 12.6 (54.7)                                   |
| 日平均気温 °C （°F）                          | −1.9 (28.6)                                   | −1.4 (29.5)                                   | 1.7 (35.1)                                    | 6.5 (43.7)                                    | 11.1 (52)                                     | 15.3 (59.5)                                   | 19.5 (67.1)                                   | 21.4 (70.5)                                   | 18.2 (64.8)                                   | 12.4 (54.3)                                   | 6.1 (43)                                      | 0.3 (32.5)                                    | 9.1 (48.4)                                    |
| 平均最低気温 °C （°F）                        | −4.7 (23.5)                                   | −4.4 (24.1)                                   | −1.6 (29.1)                                   | 2.4 (36.3)                                    | 7.2 (45)                                      | 12.0 (53.6)                                   | 16.8 (62.2)                                   | 18.2 (64.8)                                   | 13.9 (57)                                     | 7.9 (46.2)                                    | 2.5 (36.5)                                    | −2.5 (27.5)                                   | 5.6 (42.1)                                    |
| 最低気温記録 °C （°F）                        | −16.2 (2.8)                                   | −15.3 (4.5)                                   | −11.6 (11.1)                                  | −5.0 (23)                                     | −1.5 (29.3)                                   | 2.3 (36.1)                                    | 6.9 (44.4)                                    | 9.1 (48.4)                                    | 3.0 (37.4)                                    | −1.1 (30)                                     | −6.5 (20.3)                                   | −12.0 (10.4)                                  | −16.2 (2.8)                                   |
| 降水量 mm （inch）                            | 53.7 (2.114)                                  | 48.3 (1.902)                                  | 51.1 (2.012)                                  | 68.8 (2.709)                                  | 94.9 (3.736)                                  | 67.3 (2.65)                                   | 116.3 (4.579)                                 | 145.5 (5.728)                                 | 145.4 (5.724)                                 | 104.6 (4.118)                                 | 99.1 (3.902)                                  | 72.0 (2.835)                                  | 1,070.7 (42.154)                              |
| 平均降水日数 （≥1.0 mm）                      | 13.9                                          | 11.6                                          | 10.8                                          | 9.8                                           | 10.0                                          | 7.7                                           | 9.4                                           | 9.6                                           | 11.1                                          | 13.0                                          | 14.3                                          | 14.0                                          | 134.4                                         |
| 平均月間日照時間                              | 26.4                                          | 47.6                                          | 122.7                                         | 177.4                                         | 192.7                                         | 167.6                                         | 147.4                                         | 172.3                                         | 173.2                                         | 136.0                                         | 66.1                                          | 29.8                                          | 1,459.3                                       |
| 出典：気象庁                                  |                                               |                                               |                                               |                                               |                                               |                                               |                                               |                                               |                                               |                                               |                                               |                                               |                                               |

### 行政区（地域自治区）
- 瀬棚区（旧瀬棚町）
- 北檜山区（旧北檜山町・町役場を設置）
- 大成区（旧大成町）

### 人口
| |                                          |  |
| せたな町と全国の年齢別人口分布（2005年） | せたな町の年齢・男女別人口分布（2005年） |  |
| ■紫色 ― せたな町 ■緑色 ― 日本全国 | ■青色 ― 男性 ■赤色 ― 女性                |  |
| せたな町（に相当する地域）の人口の推移 \| 1970年（昭和45年） \| 19,473人 \| \| \| 1975年（昭和50年） \| 17,869人 \| \| \| 1980年（昭和55年） \| 16,051人 \| \| \| 1985年（昭和60年） \| 15,144人 \| \| \| 1990年（平成2年） \| 13,389人 \| \| \| 1995年（平成7年） \| 12,446人 \| \| \| 2000年（平成12年） \| 11,842人 \| \| \| 2005年（平成17年） \| 10,748人 \| \| \| 2010年（平成22年） \| 9,590人 \| \| \| 2015年（平成27年） \| 8,473人 \| \| \| 2020年（令和2年） \| 7,398人 \| \| |                                          |  |
| 総務省統計局 国勢調査より |                                          |  |
| 1970年（昭和45年） | 19,473人                                 |  |
| 1975年（昭和50年） | 17,869人                                 |  |
| 1980年（昭和55年） | 16,051人                                 |  |
| 1985年（昭和60年） | 15,144人                                 |  |
| 1990年（平成2年） | 13,389人                                 |  |
| 1995年（平成7年） | 12,446人                                 |  |
| 2000年（平成12年） | 11,842人                                 |  |
| 2005年（平成17年） | 10,748人                                 |  |
| 2010年（平成22年） | 9,590人                                  |  |
| 2015年（平成27年） | 8,473人                                  |  |
| 2020年（令和2年） | 7,398人                                  |  |

### 隣接する自治体
檜山振興局
- 瀬棚郡今金町

渡島総合振興局
- 二海郡八雲町

後志総合振興局
- 島牧郡島牧村

## 歴史
合併以前については各町の項目も参照。

### 沿革
- 2005年（平成17年）9月1日 : 瀬棚郡瀬棚町、北檜山町及び久遠郡大成町が合併して久遠郡せたな町が発足する。瀬棚郡北檜山町から町役場を、瀬棚郡瀬棚町から町名を、久遠郡大成町から郡名をそれぞれ引き継ぐ形となった。そのため、瀬棚郡にせたな町は所在しないことになった。なお、瀬棚郡自体は今金町が引き続き属しているため存続している。
- 2024年（令和6年）4月26日 : せたな町が「日本サッカー協会100周年表彰（感謝表彰）」を受ける[1]。

### 町名の由来
町名は旧瀬棚町の「瀬棚」を平仮名表記したものである。
「せたな（瀬棚）」の語はアイヌ語の「セタナイ（seta-nay）」（犬・川）に由来すると考えられ、命名については専門家により以下の考察がなされている。
- 永田方正は「セタルペㇱペナイ（seta-rupespe-nay）」（犬・路・川）が略された、としている。
- 松浦武四郎は神の召使いの大犬が山から下りてきて、海に入り岩となったという伝説を紹介している。
- 山田秀三は現在の馬場川の川筋に山犬が住んでいたことから、と考察している。

このほか、1973年（昭和48年）に国鉄北海道総局が発行した『北海道　駅名の起源』では「瀬棚駅」の項で上記の説のほか、異説として「セタニウㇱナイ（setani-us-nay）」（サンナシの木・たくさんある・川）が略された、とする説を紹介している。

## 施設

### 警察
本部
- 北海道警察 函館方面本部 せたな警察署

駐在所
- 瀬棚駐在所
- 大成駐在所
- 宮野駐在所
- 若松駐在所

### 消防
本部
- 檜山広域行政組合せたな消防署

支署
- 大成支署

分遣所
- 瀬棚分遣所

### 郵便局
主な郵便局
- 北桧山郵便局（集配局）：北桧山町市街地・丹羽地区
- 瀬棚郵便局（集配局）：瀬棚町地区
- 久遠郵便局（集配局）：大成町地区
- 若松郵便局（集配局）：北桧山町若松地区
- 丹羽郵便局
- 太櫓郵便局
- 宮野郵便局
- 島歌郵便局

## 対外関係

### 姉妹都市･提携都市

#### 海外
姉妹都市
- ハンフォード市（アメリカ合衆国 カリフォルニア州）

#### 国内
提携都市
- 豊山町（愛知県 西春日井郡）
2019年(令和元年)11月14日 友好交流都市提携[4]。

## 経済

### 産業
イカ、ホッケ、アワビ、カキなどの水産業、水稲、じゃがいも、メロン、ほうれん草、豆類、酪農などの農業が盛ん。

#### 漁業

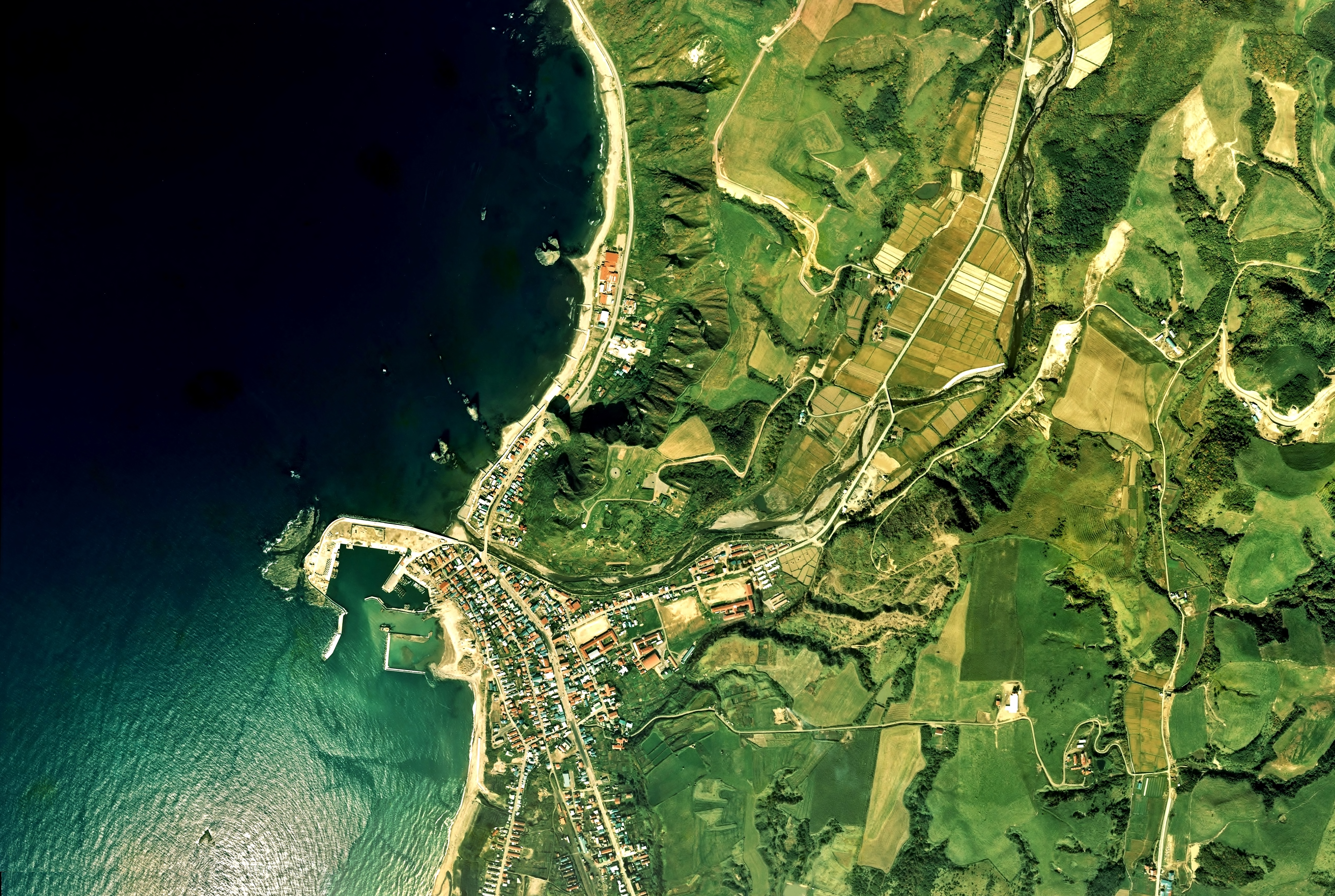
瀬棚港周辺の空中写真。1976年撮影の3枚を合成作成。
。

- 須築漁港
- 久遠漁港
- 太田漁港
- 瀬棚漁港

### 協同組合
- 新函館農業協同組合（JA新はこだて）
  - 若松支店
  - せたな支店
- ひやま漁業協同組合
  - 瀬棚支所
  - 久遠支所
  - 貝取澗支所
  - 太魯出張所
- 北海道農業共済組合（NOSAI北海道）
  - 道南北部家畜診療所

### 宅配便
- ヤマト運輸：函館主管支店瀬棚センター
- 佐川急便：八雲営業所（八雲町）
- 日本通運：函館支店自動車営業課（函館市）

### 拠点を置く主な企業
- 北海道新聞社北檜山支局
- ワタミファーム

## 情報･通信

### マスメディア

#### 新聞社
- 北海道新聞社 北檜山支局

#### 中継局
- 奥尻大成中継局
- 北桧山テレビ中継局
- 北桧山ラジオ中継局

## 教育

### 高等学校
- 北海道檜山北高等学校

### 中学校
- 瀬棚中学校
- 北檜山中学校
- 大成中学校

### 小学校
- 瀬棚小学校
- 北檜山小学校
- 久遠小学校

### 幼稚園/保育所
- 瀬棚
- 北檜山
- 大成

## 交通

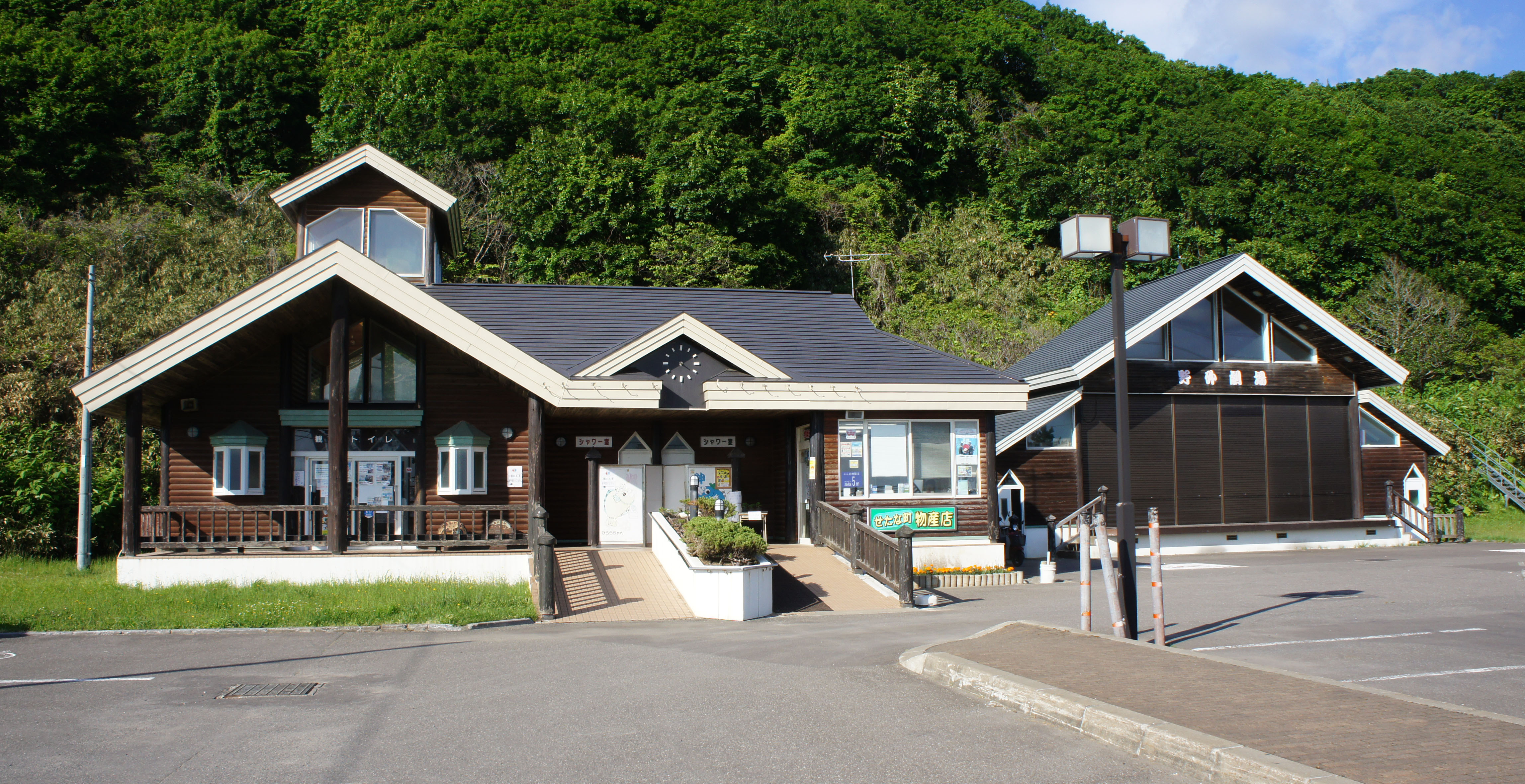
てっくいランド大成

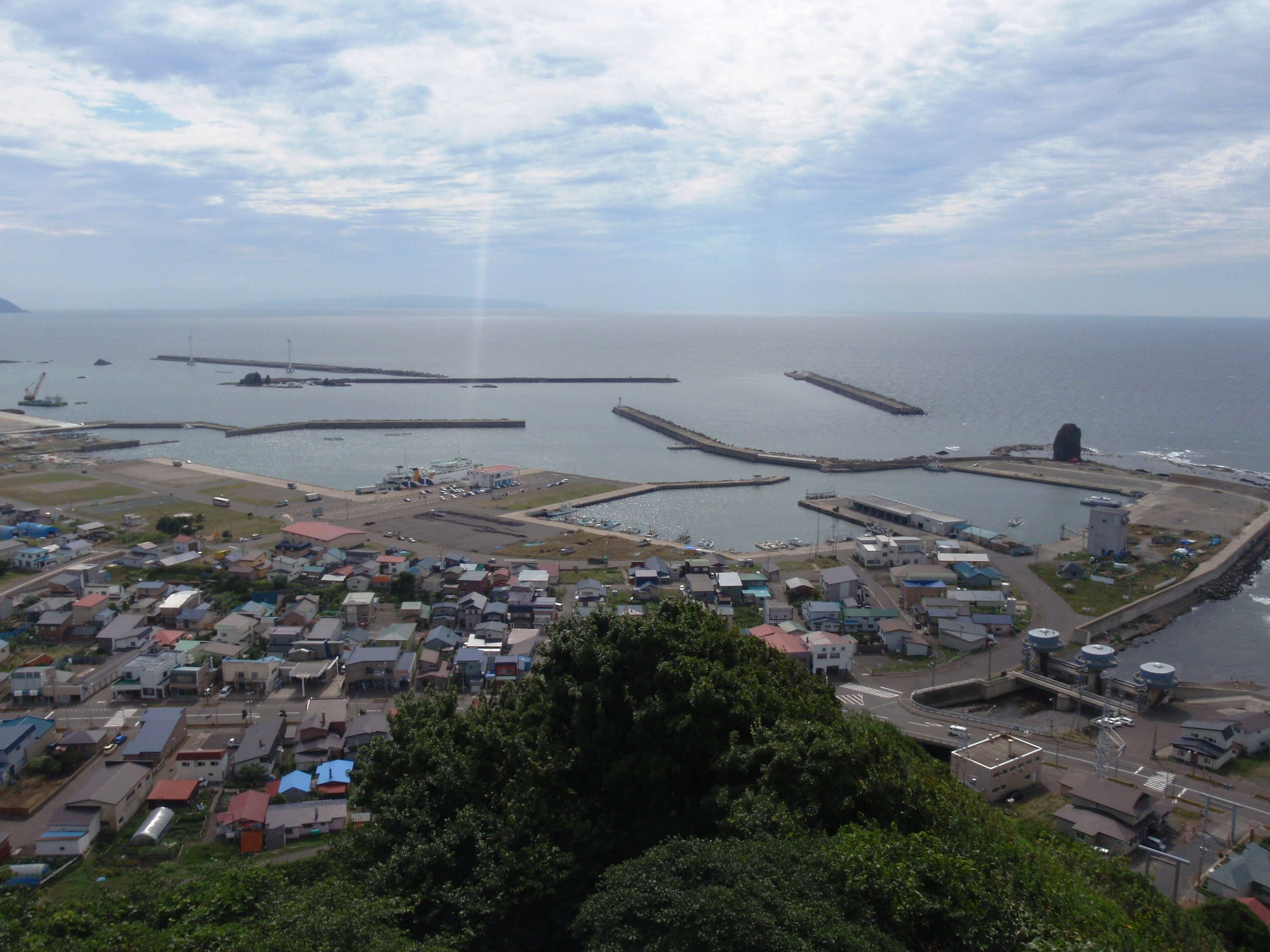
瀬棚港

### 鉄道
町内を鉄道路線は通っていない。鉄道を利用する場合の最寄り駅はJR北海道函館本線の国縫駅だが、特急の停まる駅としては同線および室蘭本線の長万部駅。

#### 廃止された鉄道路線
旧瀬棚町・北檜山町域には国鉄瀬棚線が走っていたが、1987年（昭和62年）3月15日に廃止された。

### バス
函館バス（北檜山出張所を設置）
- 瀬棚区 - 北檜山区 - 今金町 - 長万部町[5]（国鉄瀬棚線代替バス）
- 函館市 - 七飯町 - 北斗市 - 森町 - 八雲町八雲 - 今金町 - 北檜山区 - 瀬棚区「快速瀬棚号」[6]
- 北檜山区 - 大成区[7]

せたな町予約バス（デマンド型交通）
- 瀬棚須築線など瀬棚区内
- 北檜山太櫓線など北檜山区内
- 檜山海岸線：大成区 - 八雲町熊石

北都交通が夏期と年末年始に運行していた札幌市方面「特急せたな号」は2018年（平成30年）度をもって休止。また、2018，2019年度の年末年始には東ハイヤーが札幌市との間で期間限定帰省バス（ツアーバス）を運行していた。

### 道路

#### 国道
- 国道229号
- 国道230号
- 国道276号

#### 道道
- 北海道道42号八雲北檜山線
- 北海道道232号今金北檜山線
- 北海道道345号矢淵東瀬棚停車場線
- 北海道道447号西大里瀬棚停車場線
- 北海道道459号瀬棚港線
- 北海道道677号小倉山丹羽停車場線
- 北海道道740号北檜山大成線
- 北海道道783号東大里瀬棚停車場線
- 北海道道936号丹羽今金線

#### 道の駅
- 道の駅てっくいランド大成

### 港湾
- 瀬棚港
  - ハートランドフェリーの奥尻航路は2018年（平成30年）度の運航をもって休止[12][13]。これに伴い夏季営業のみ行なっていた瀬棚港フェリーターミナルは事実上閉鎖となった。

## 観光

### 文化財
- 南川遺跡出土の遺物 - 道指定有形文化財、せたな町瀬棚郷土館
- 兜（明珍信家作） - せたな町指定文化財
- 青い目の人形 - せたな町指定文化財
- 荻野吟子の遺品・資料 - せたな町指定文化財
- 阿波浄瑠璃人形 - せたな町指定文化財、以上4件、せたな町情報センター・郷土資料室
- 久遠神楽 - せたな町指定文化財、久遠神楽保存会

### 名所･旧跡

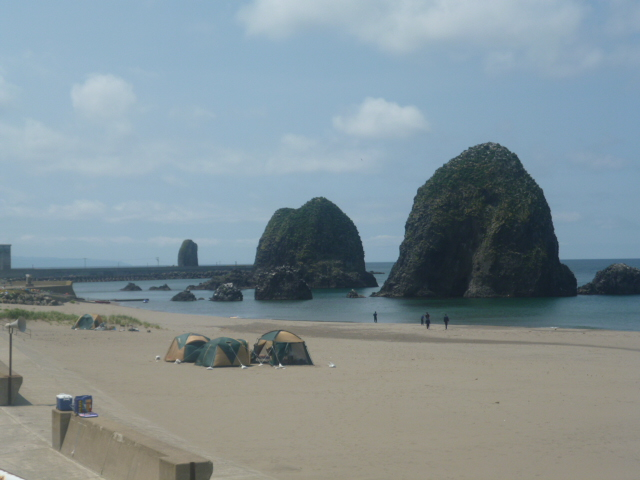
三本杉岩

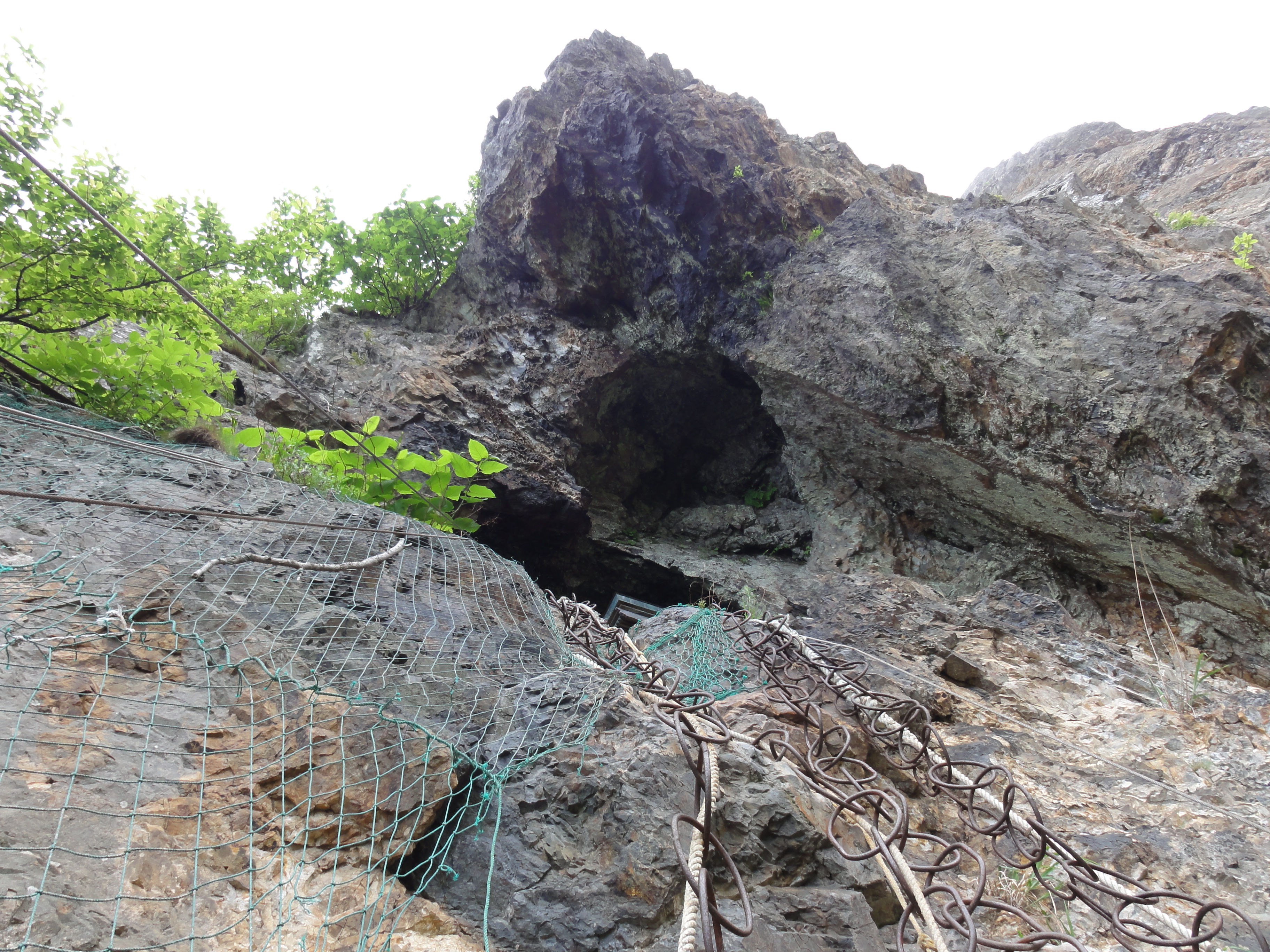
太田山神社

主な神社
- 太田山神社
- 太田定灯篭

主な寺院
- 法華寺

### 観光スポット
- 三本杉岩：カントリーサインにデザインされている。
- 茂津多岬灯台
- 荻野吟子顕彰碑（日本初の女医、1897年から1908年まで瀬棚町で生活）
- 立象山展望台
- 玉川公園：水仙と桜が見所。5月第2日曜日に玉川公園水仙祭り開催。
- 浮島公園：うぐい沼の上に動く島がある。6月第4日曜日に浮島公園祭り開催。
- 真駒内ダム公園：オートキャンプ場も整備。
- 熊戻渓谷
- うどまり荘・自然休養村：バンガローがついたキャンプ場。研修施設もある。
- 鵜泊の縞状ホルンフェルス：電気石やガーネットが見つかることもある。
- 親子熊岩：町のシンボル。カントリーマークに採り入れられている。
- 三本杉海水浴場
- ふとろ海水浴場：砂浜。シャワーとトイレがついている。
- 平浜海水浴場
- 長磯海岸、太田海岸
- せたな青少年旅行村
- 露国軍鑑アレウト号遭難慰霊碑：明治10年11月19日、暴風雪で座礁したロシア国軍鑑アレウト号の現地越冬乗組員が、翌明治11年4月29日に救助に来た僚艦エルマック号への移送中に、移送船が転覆し12名の犠牲者を出した。この犠牲者の慰霊と国際親善を祈願し昭和47年建立された。瀬棚区は三本杉岩付近にある。

### 温泉
瀬棚区
- やすらぎ館：旧瀬棚駅跡にたつ。

北檜山区
- 北檜山温泉：温泉ホテルきたひやまにある温泉。日帰り入浴可。

大成区
- 貝取澗温泉
  - あわび山荘：名前の通り、あわび料理が堪能できる。
- 臼別温泉

### レジャー
せたな町B&G海洋センター艇庫
シーカヤック、ボート、OPヨット、ウィンドサーフィンなどを低価格で提供し、初心者から上級者までインストラクターが無料で指導するほか、ジェットボート、マリンジェットの周遊コースもある。
北檜山グリーンパーク
道内屈指のロングコースであるパークゴルフ場。長さは日本一である。真駒内コースと狩場コースそれぞれ18H、合計36Hがある。パー数がそれぞれ72であり、距離が長いため、国際公認コースではないが、アップダウンや深いラフ、バンカーなどが多く難易度が高く挑戦者が後を絶たない。2008年（平成20年）から、シーズン券が発売された。狩場コースには190メートルパー6のホールがある。

## 出身･関連著名人
- 北瀬海弘光（大相撲元関脇）
- 佐藤孝行（政治家）
- 大受久晃（大相撲元大関、元朝日山親方）
- 山田吾一（俳優）
- 市川たかし（歌手）
- 杉村悦郎（伝記作家）
- 畠中浩旭 （プロレスラー）
- 大津綾也（プロ野球選手）
- 新保幸太郎（医師・医学者・元札幌医科大学学長）
- 中村隆俊（医師・戸田中央医科グループ会長、せたな町名誉町民[14]）

### 出身ではないが関わりの深い人たち
- 輪島功一（元プロボクサー、一時期旧久遠村で生活[15]）
- 山崎紘菜（女優、せたな町に父親の実家がある[16]）
- 酒井ミキオ（歌手、小学生時代旧北檜山町で生活[17]）
- タナサカシ（瀬棚を本拠地にしていたアイヌ首長）
- タリコナ（瀬棚を本拠地にしていたアイヌ首長）
- ハシタイン（瀬棚一帯に居住していたアイヌ首長）
- ヘナウケ（瀬棚を拠点にしていたアイヌ首長。ヘナウケの戦いがセタナイが起こる）
- 彦次郎（瀬棚を拠点にしていたアイヌ首長。シャクシャインの蜂起ではアイヌ方に与せず松前方に協力）
- 荻野吟子（日本人女医第一号）
- 丹羽五郎（現：北檜山区丹羽地区に丹羽村を開村）

## せたな町を舞台にした作品

### 映画
- そらのレストラン - 撮影が2017年9月から2018年1月にかけて、映画の舞台でもあるせたな町で行われた[18]。せたな町で実際に循環農業に取り組む農業ユニット「やまの会」が映画のモデルになっている[19]。
- 一粒の麦 荻野吟子の生涯（2019年、製作・配給：現代ぷろだくしょん）演：若村麻由美
- 北の桜守 - 一部映像を太田山神社で撮影

### 小説
- 花埋み